# أفلاج سلطنة عمان
تعتمد عمان منذ قديم الزمان على نظام الأفلاج في الري، والأفلاج جمع فلج وهي قناة مائية لها مصدر من فجوة في مكان مرتفع في طبقة صخرية، ومنها تمتد قناة مسافة تصل إلى أرض قابلة للزراعة، وهذا النظام يستخدم أيضا في بعض المناطق المحيطة مثل الإمارات والسعودية. وقد قامت لجنة التراث العالمي التابعة لليونسكو بإدراج خمسة أفلاج عمانية.

## تعريف
أفلاج جمع فلج وهو نظام محلي لتوفير الماء في قنوات من أجل مختلف الاستخدامات. تعرفه معاجم اللغة العربية بأنه النهر أو الماء الجاري من العين. وقيل النهر الصغير  أو القناة تروي جميع البستان. وقيل أن عمان عرفت الأفلاج بواسطة الفرس 2500 قبل الميلاد.
وقد ازدهرت الزراعة في عمان وتوسعت وتنوعت المحاصيل الزراعية مما كان له بالغ الأثر في حياة الإنسان العماني، وهذا التنوع والوفرة في المحاصيل ارتبط أساساً بالأفلاج في عمان. الأفلاج ظاهرة مميزة اختصت بها عمان، ولا يوجد ما يحاكيه فيها إلا بعض حالات قليلة في إيران ودولة الإمارات.
تعتمد هذه الأفلاج على مصادر مياه طبيعية بدون تدخل التقنية الحديثة في ضخ المياه عبر قنواتها باستخدام الجاذبية الأرضية.

## إحصاءات
- يبلغ عدد الأفلاج في عمان 4112 فلجا يجري منها 3017 فلجا فقط.[3][10][12][13][14][15]
- يبلغ عدد الأفلاج الميتة 1004 أفلاج معظمها غيلية.[10]
- مجموع إنتاج الأفلاج من المياه يقارب 680 مليون متر مكعب سنويا.[3][12]
- المساحات الزراعية التي ترويها هذه الأفلاج 18536 هكتارا أي 30 % من إجمالي المساحة المزروعة في سلطنة عمان.[10][12]
- يبلغ إجمالي أطوال هذه الأفلاج 2900 كلم.[3][12]
- تمثل مياه الأفلاج 43 % من إجمالي مصادر المياه المتجددة في عمان.[10]

## الأفلاج في قائمة التراث العالمي
قامت منظمة الأمم المتحدة للتربية والثقافة والعلوم (اليونسكو) في عام 2006 بإدراج 5 أفلاج عمانية ضمن لائحة التراث العالمي، وهذه الأفلاج هي:
| الفلج       | نوعه   | الولاية                 | المحافظة     |
| ----------- | ------ | ----------------------- | ------------ |
| فلج دارس    | داوودي | ولاية نزوى              | الداخلية     |
| فلج الخطمين | داوودي | بركة الموز - ولاية نزوى | الداخلية     |
| فلج الملكي  | داوودي | ولاية إزكي              | الداخلية     |
| فلج الميسر  | داوودي | ولاية الرستاق           | جنوب الباطنة |
| فلج الجيلة  | عيني   | بلدة الجيلة - ولاية صور | جنوب الشرقية |

## المياه الجوفية وحفر الآبار
إكتشف الإنسان العماني القديم وجود مياه جوفية في أماكن مرتفعة من باطن الأرض، وما زال يفكر ويعمل عقله حتى وصل إلى أفضل الطرق لإستغلال هذه المياه الجوفية، بحيث تستفيد منها أكبر مساحة ممكنة من السهول وأكبر عدد ممكن من البشر، ومن أجل تحقيق ذلك بذل الجهد الكبير، ووضع المقاييس الهندسية والحسابية الدقيقة، وشرعت القواعد والقوانين التي تكفل تحقيق العدالة بين الناس في الاستفادة من تلك المياه. كانت نقطة البداية في هذه العملية الصعبة هي تحديد خزانات المياه الجوفية الناجمة عن ترسب مياه الأمطار في أماكن جبلية مرتفعة، يساعد تكوينها الجيولوجي على خزن المياه فيها وعدم تسربه منها، وبعد ذلك تأتي الخطوة الثانية وهي الوقوف على عمق الماء في ذلك الخزان المائي، ويتم ذلك عن طريق حفر بئر عند طرف ذلك الخزان، بهدف تحديد طول المسافة على سطح الأرض بين مستوى الماء المخزون، والمستوى السهلي المطلوب إيصال الماء إليه، وترتبط هذه المسافة بشدة انحدار السفح الجبلي، فإذا كان الانحدار شديدا قصرت المسافة وإذا كان قليلا طالت المسافة.

## شق الفلج
بعبقرية هندسية فائقة، شق العمانيون الأوائل الفلج بين النقطة الأولى عند خزان المياه الجوفي في المرتفع والنقطة الثانية عند السهل المستفيد من تلك المياه، وروعي أثناء الحفر التدرج في العمق حسب ارتفاع سطح الأرض، مما يساعد على جريان الماء بطريقة سلسة منتظمة.
ويتطلب قبل البدء في الحفر توفر المعلومات حول أماكن تواجد المياه الجوفية بمستوى يمكن معه شق الفلج بالإضافة إلى توفر الأرض الخصبة في نفس اتجاه قناة الفلج. وتبدأ عملية الحفر بدرجة ميلان الساقية ما بين 1:500 و 1:2500 وأغلب قناة الفلج تكون مختفية أسفل سطح الأرض ويتم عمل فتحات كل 20 مترا تستخدم للنزول إلى القناة لتنظيفها.

## نظام توزيع مياه الأفلاج
لتحقيق العدالة وتعميم النفع، وضع العمانيون أحكاما لتنظيم الري بماء الأفلاج، بحيث يوزع الماء توزيعا عادلا، وجاء التوزيع حسب ضوابط اعتمدت على الفلك والنجوم وأوقات شروق الشمس وغروبها، فضلا عن الخبرة الزراعية بطبيعة المزروعات، وما يحتاج إليه كل نوع من المزروعات من الماء. ولا شك في أن التوصل إلى هذه الطريقة، تطلب قرونا طويلة من الملاحظة والمشاهدة والتجربة والخبرة ودراسة أوضاع النجوم، واستخدام نظريات ومقاييس رياضية وحسابية بالغة الدقة. وباختراع الساعة الحديثة وشيوع استعمالها، صارت هي المقياس المعمول عليه في تحديد تقسيم ماء الأفلاج بين المزارعين. وتختلف عملية توزيع المياه من فلج إلى آخر باختلاف نوع الفلج وحجمه وتاريخه وعموما فكلها تعتمد على الوقت أو ما يسمى محليا بالأثر وهي وحدة زمنية تعادل 30 دقيقة. ويعمل فيها أيضا بنظام الدوران لضمان التوزيع العادل للماء.

## وكيل الفلج
وهو الشخص المسؤول عن إدارة شؤون الفلج كمعرفة أوقات توزيع مياه الفلج وحل ما يطرأ من مشاكل وخلافات بين مالكي مياه الفلج. يستحق وكيل الفلج أجرة مقابل عمله كأن يعطى نصيبا من المياه أو نسبة معينة من أي دخل لمصلحة الفلج كالأوقاف والهبات وغيرها. ويعتبر المدير التنفيذي للفلج وفي الأفلاج الكبيرة يكون له مساعدان يعملان تحت إدارته. يتم اختيار الوكيل محليا بتوافر بعض الشروط فيه كالقراءة والكتابة والقدرة على القيام بالعمليات الحسابية البسيطة وأن يحوز على ثقة مالكي الفلج بالإضافة إلى مهارات التواصل الاجتماعية. ويساعد وكيل الفلج أحيانا كل من العريف والحسيب.

## استخدام ماء الفلج
أعطى العمانيون الأولوية للاستعمال المدني قبل الزراعي في الاستفادة من ماء الفلج بحيث يتاح أولا للشرب ثم يمر بعدها من خلال المساجد والحصون وحمامات الرجال العامة فحمامات النساء العامة ومن ثم يمر بمنطقة مفتوحة للاستخدامات المختلفة لينتهي بسقاية المساحات الزراعية.

## أنواع الأفلاج

فلج المنترب - ولاية بدية
وهو فلج داوودي. يظهر مختلطا بمياه وادي البطحاء.

### الأفلاج الغيلية
تشكل الأفلاج الغيلية نسبة 49% من إجمالي الأفلاج في سلطنة عمان ومصدر مياهها هو المياه السطحية في أعالي الأودية. تتواجد في مجاري الأودية ويقل عمقها عن 4 أمتار عن سطح الأرض. ويبلغ طول مجرى الفلج ما بين 100-200 مترا. من أشهرها: فلج الجيلة بولاية صور.

### الأفلاج العينية
تشكل الأفلاج العينية نسبة 28% من إجمالي الأفلاج في سلطنة عمان ومصدر مياهها هو العيون الطبيعية. وتنساب غالبا من أعالي الجبال في قنوات مكشوفة تتراوح أطوالها من 200-1000مترا. من أشهرها: عين الكسفة بولاية الرستاق، وعين الثوارة بولاية نخل، وعين أرزات بمحافظة ظفار  وفلج الحمام بولاية بوشر.

### الأفلاج الداوودية(العدية)
تشكل الأفلاج الداؤودية نسبة 23% من إجمالي الأفلاج في سلطنة عمان ومصدر مياهها هو الآبار الجوفية أو ما يسمى بأم الفلج. وتتميز بقنواتها الممتدة في أنفاق تحت الأرض عرضها لا يزيد عن متر وارتفاعها يصل إلى مترين. ويقع بعضها على عمق يصل إلى 50 مترا تحت سطح الأرض. من أشهرها: فلج دارس وفلج الخطمين بولاية نزوى، وفلج الملكي بولاية إزكي، وفلج الميسر بولاية الرستاق.

## سبب تسمية الأفلاج الداوودية
تشير الحكايات  إلى أن النبي سليمان بن داود في إحدى رحلاته قد نزل بمكان يسمى سلوت في ولاية بهلاء (حاليا) في عمان مقيما فيه لمدة 10 أيام فوجد البلاد صحراء قاحلة فأمر الجن بشق 1000 قناة كل يوم ومنه اشتقت الأفلاج الداوودية اسمها.

## الأفلاج في قائمة التراث العالمي
في شهر يوليو من العام 2006 م قامت لجنة التراث بإدراج كل من هذه المواقع ضمن قائمتها وهي: 
- فلج دارس.
- فلج الخطمين.
- فلج الملكي.
- فلج الميسر.
- فلج الجيلة.